# Leucospermum oleifolium
Leucospermum oleifolium  es una especie de arbusto   perteneciente a la familia  Proteaceae. Es originaria de Sudáfrica.

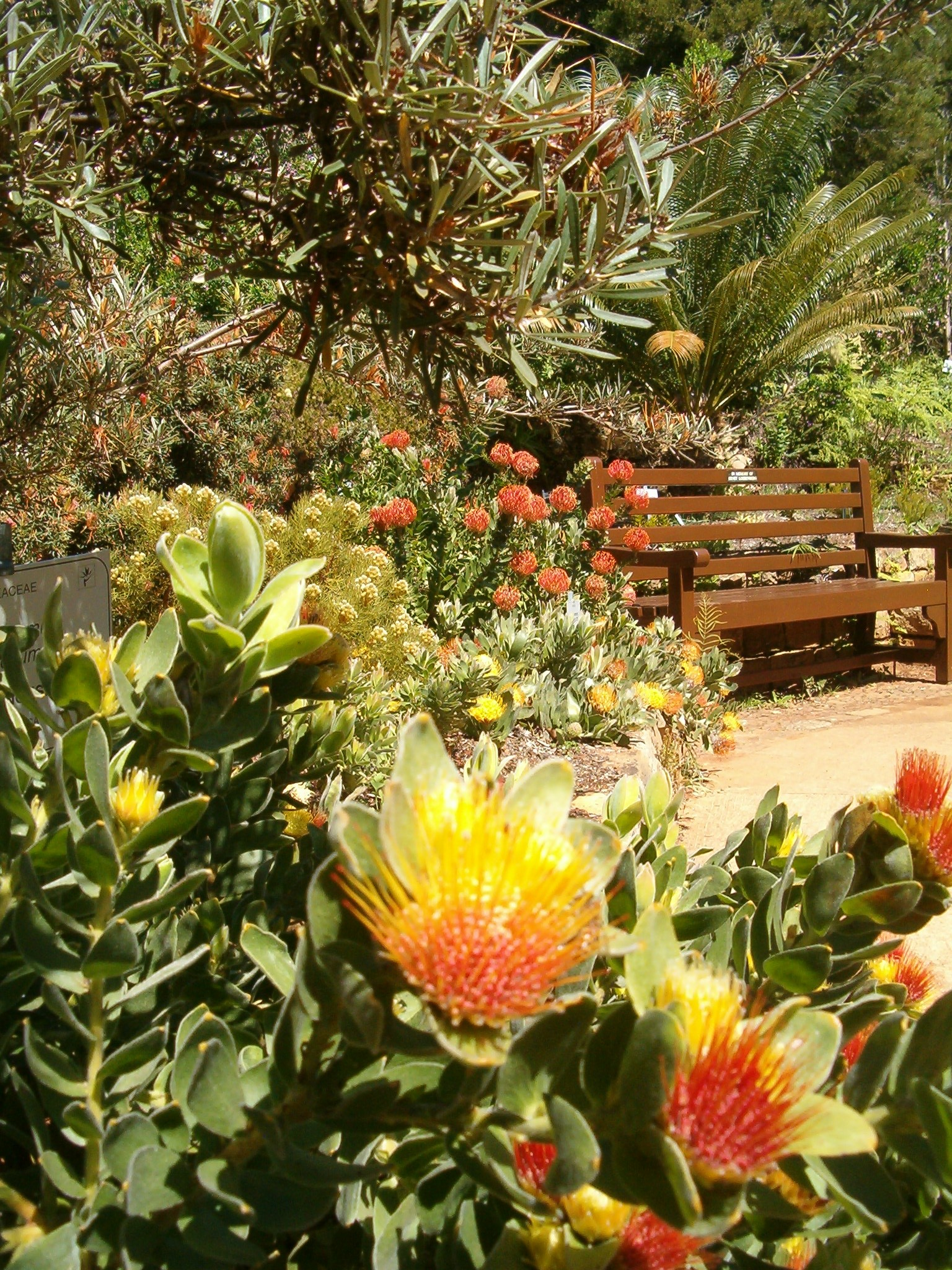
Detalle de las flores

## Descripción
Leucospermum oleifolium es un arbusto erecto, redondeado, que alcanza un tamaño hasta 1 m de altura y alrededor de 1,5 m de diámetro, con un solo tronco principal. Las inflorescencias de unos 4 cm de diámetro, se encuentran en grupos de hasta cinco flores individuales en el extremo de las ramas. Se abren durante un período prolongado de tiempo con el resultado de que la planta ofrece un colorido espectáculo durante unos cuatro meses, a partir de mediados de agosto hasta finales de diciembre. Las flores abren con un color amarillo pálido, que pronto se convierten en naranja y posteriormente en un rojo brillante con la edad.

## Distribución y hábitat
El hábitat natural de Leucospermum oleifolium se encuentra en la Provincia Occidental del Cabo, desde Kloof el Du Toit a la Swartberg Calera. Las plantas a menudo se producen en masas extensas y densas, donde se protegen unas a otras de los vientos dominantes. Junto con otras plantas del fynbos establece una cubierta densa que mantiene el suelo fresco y reduce la velocidad de evaporación.

## Ecología
Durante el tiempo de floración, numerosas aves polinizan las flores y son un atractivo añadido. En las primeras horas de la mañana el flujo abundante de néctar atrae a una gran variedad de pequeños insectos, que a su vez atraen a las aves de azúcar del Cabo, así como a pájaros sol. Estas aves insectívoras se alimentan de los pequeños insectos, así como del néctar y el polen en el proceso de transferencia de una flor a la otra. Las flores no son auto-polinizadas y dependen de pequeños escarabajos y de los pájaros. Las aves están acostumbradas a los visitantes en el jardín y ofrecen grandes oportunidades de fotos cuando se alimentan de las flores. Sólo unas pocas semillas, grandes y duras como nueces son producidas por cada inflorescencia, en su entorno natural, las semillas son recolectadas por las hormigas, almacenadas en el suelo y germinan sólo después de un incendio que ha causado la muerte de las plantas maduras y regresan de nuevo a los nutrientes del suelo.

## Cultivo
Cuando Leucospermum oleifolium se planta en el jardín, el hábitat natural se debe tener en cuenta y los siguientes puntos son muy importantes para la elección de un sitio: un buen drenaje, un aspecto soleado, buena circulación de aire y el agua adecuada. A las plantas no les gusta tener sus raíces perturbadas y es una buena idea poner una gruesa capa de corteza molida, el compost en bruto y la hojarasca, alrededor de la planta. Esto suprimirá el crecimiento de malezas, mantener la humedad del suelo y bien las raíces. No se debe utilizar el estiércol, aunque bien maduro mezclado de compost en el suelo antes de plantar puede ser beneficioso.
La distancia de siembra recomendada es de 0,65 m, y el hoyo de plantación debe ser sólo ligeramente más grande que el cepellón. Durante los dos primeros años de las jóvenes plantas deben regarse regularmente. Las plantas tienen larga vida cuando se plantan en una posición adecuada. Son muy sensibles a la enfermedad fúngica Phytophthora cinnamomi y en el momento en que se descubra la enfermedad, es demasiado tarde para tratar de salvar la planta, pero por otra parte, las plantas están bastante libre de problemas.
Leucospermum oleifolium es particularmente atractivo plantado en el primer plano de una plantación con otras especies de Proteaceae más altas, como Leucospermum cordifolium, Leucadendron tinctum, o Protea neriifolia en el fondo. Las flores son excelentes como flores cortadas en una disposición mixta.

## Taxonomía
Leucospermum oleifolium fue descrita por  Robert Brown y publicado en Transactions of the Linnean Society of London 10: 104. 1810.
Sinonimia
- Leucospermum crinatum R. Br.[3]

Etimología
El género Leucospermum deriva de las palabras griegas leukos que significa blanco, y de spermum =  semilla, en referencia a las semillas blancas o de color claro de muchas especies. Las semillas son en realidad de color negro, pero están recubiertas con una piel blanca carnosa (eleosoma).